# Annabelle (zpěvačka)
Annabelle, vlastním jménem Anna Žitniková, (* 16. května 1996 Praha)[zdroj?] je česká zpěvačka a rapperka. Pochází z Prahy a vystudovala hudbu v Londýně. Mezi lety 2014 a 2019 působila Anna v kapele Jo'anna. S touto kapelou se dostala i do soutěže Českého rozhlasu Radia Wave Startér. V letech 2020 až 2023 působila jako moderátorka pořadu Velký čísla na Radiu Wave.
Svou sólovou kariéru odstartovala v roce 2020. Annabelle se dostala mezi sedm finalistů národního kola do soutěže Eurovize 2022. Česká hudební akademie udělila Annabelle za singl „Runnin’ Out Of F* Time“ cenu Anděl v kategorii Objev roku.
Její přítel, Ondřej Fiedler (Fiedlerski), pomáhá Annabelle s produkcí.